# Vanonus sagax
Vanonus sagax är en skalbaggsart som beskrevs av Thomas Casey 1895. Vanonus sagax ingår i släktet Vanonus och familjen ögonbaggar. Inga underarter finns listade i Catalogue of Life.